# 科羅伐葉
是一種流行於俄羅斯、烏克蘭和波蘭的麵包。在白俄羅斯、俄羅斯和烏克蘭，科羅法耶一般在婚禮時食用，有著很強的象徵意義。

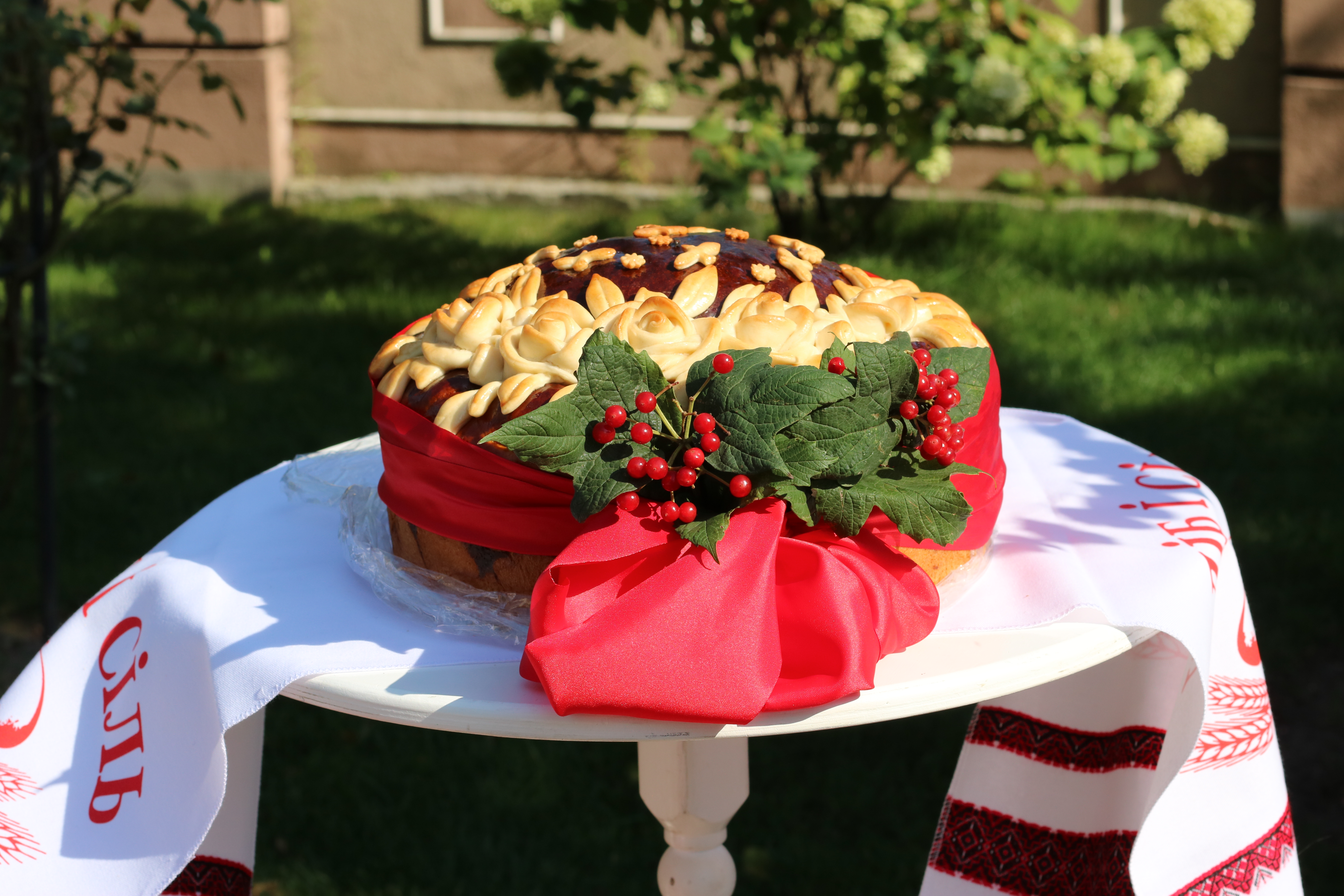
科羅伐葉